# Fegefeuer in Ingolstadt
Fegefeuer in Ingolstadt ist ein Schauspiel in sechs Bildern von Marieluise Fleißer aus dem Jahr 1924. Das Erstlingswerk der damals erst 22-jährigen Fleißer führte ursprünglich den Titel Die Fußwaschung.

## Handlung
Das Geschehen spielt unter Gymnasiasten während der Ferienzeit. Olga erwartet ein Kind von Peps, doch der ignoriert sie nun und liebt Hermine. Da wendet sich der durch einen Kropf entstellte und übelriechende Außenseiter Roelle Olga zu, weshalb Olgas Schwester Clementine eifersüchtig auf Olga wird.
Da Roelle erfährt, dass Olga eine Engelmacherin aufgesucht hat, versucht er mit diesem Wissen Olga zu erpressen. Olga ist zunächst froh über sein Verständnis, läuft ihm aber davon, als er mit Gewalt Zärtlichkeit erzwingen will.
Roelle aber fühlt sich als Heiliger und will auf einem Jahrmarkt vor den versammelten Leuten einen Engel herbeirufen. Als das misslingt, wird er mit Steinen beworfen. Er flüchtet sich zu Olga und ihren Geschwistern, wo auch Peps und Hermine sind. Die alkoholisierten Jugendlichen stürzen sich schließlich auf ihn und tauchen ihn in einen Bottich.
Als Olga ihrem Vater ihre Schwangerschaft gesteht und kein Verständnis dafür erfährt, entschließt sie sich, ihrem Leben ein Ende zu machen. Als sie sich ertränken will, wird sie jedoch von Roelle gerettet. Dieser ist inzwischen auf Initiative Hermines von der Schule verwiesen worden, weil er einem Hund die Augen ausgestochen hatte. Roelle gibt sich als Vater von Olgas Kind aus, um sich wieder Respekt zu verschaffen, erreicht damit aber nur, dass nun auch Olga geächtet wird.
Beide sind dem „Fegefeuer“ der Mitschüler, Mitbürger, Eltern, Ministranten und der undurchsichtigen Agenten Protasius und Gervasius ausgesetzt. Um ihr Außenseiterdasein zu überwinden, diffamieren sie sich gegenseitig: Als Roelle sein Verhalten rechtfertigt, behauptet Olga, er habe sie zu sich „heruntergezogen“. Schließlich glaubt Roelle sich wirklich im Zustand einer Todsünde und will beichten. Da er sich aber eine korrekte Beichte nicht zutraut, isst er den Beichtzettel auf.

## Rezeption
Auf Empfehlung Bertolt Brechts, den Fleißer über Lion Feuchtwanger 1924 kennengelernt hatte, wurde das Stück, das ursprünglich Die Fußwaschung hieß, unter dem neuen Titel Fegefeuer in Ingolstadt am 25. April 1926 in einer einmaligen Matinee-Vorstellung an der Jungen Bühne des Deutschen Theaters aufgeführt. Regisseur war der von Brecht assistierte Paul Bildt.
Das Stück wurde danach von allen prominenten Kritikern gelobt. Alfred Kerr nannte Fleißer, mit leichten Zweifeln an ihrer alleinigen Autorschaft, eine „kostbare Abschreiberin kleinmenschlicher Raubtierschaft, im hiesig-heutigen Mittelalter“, und auch Herbert Ihering lobte das Werk der jungen Autorin. Man verglich das Stück mit Werken Ernst Barlachs, Arnolt Bronnens und Else Lasker-Schülers.
Fleißer selbst nannte es ein Stück über „das Rudelgesetz und über die Ausgestoßenen“. Es sei „von jungen Menschen erlebt, die suchen müssen und noch lange nicht finden, die in die Irre laufen bis zur Todessehnsucht hin und da ist keiner, der ihnen helfen kann“. Sie bekannte, ihr Stück sei „aus dem Zusammenprall meiner katholischen Klostererziehung und meiner Begegnung mit Feuchtwanger und den Werken Brechts entstanden“.
Nach der erfolgreichen Uraufführung geriet das Stück jedoch 45 Jahre in Vergessenheit. Erst mit der Fleißer-Renaissance zu Beginn der 1970er Jahre wurde es am Theater am Schiffbauerdamm vom Berliner Ensemble wiederaufgeführt. Für die Neuinszenierungen hat Fleißer ihr Werk zweimal überarbeitet, um die seelischen und religiösen Nöte der Hauptfiguren stärker zu betonen. Wichtige Inszenierungen dieser Zeit waren die von Günther Ballhausen (Wuppertal 1971), Jürgen Flimm (Zürich 1972) und Peter Stein (West-Berlin, Schaubühne am Halleschen Ufer, 1972).
Weitere Aufführungen:
- 2010 Aufführung am Schauspielhaus Zürich unter der Regie von Barbara Frey.[5]
- 2013 Aufführung an den Münchner Kammerspielen unter der Regie von Susanne Kennedy[6], die dafür die Auszeichnung als Nachwuchsregisseurin und Lotte Goos für ihre Kostüme als Nachwuchskostümbildnerin des Jahres 2013 durch die Fachzeitschrift „Theater heute“ erhielt. Die Inszenierung wurde zum Berliner Theatertreffen 2014 eingeladen.[7]